# Clair Obscur: Expedition 33
Clair Obscur: Expedition 33 es un videojuego de rol de fantasía oscura desarrollado por Sandfall Interactive y publicado por Kepler Interactive. Fue lanzado el 24 de abril de 2025 en las plataformas de Steam, Playstation 5 y Xbox Series X/S.

## Jugabilidad
Clair Obscur es un juego de rol RPG por turnos que incluye aspectos en tiempo real, como eventos de tiempo rápido y acciones basadas en el tiempo, tanto en ataque como en defensa. En defensa, todos los ataques pueden ser esquivados o detenidos.

## Trama
Clair Obscur se desarrolla en un entorno inspirado en la Belle Époque. Los protagonistas Gustave (Charlie Cox), Maelle (Jennifer English), Lune (Kirsty Rider), Sciel (Shala Nyx) y Verso (Ben Starr) viven en Lumiére, ciudad referencia a París, que sufrió un cataclismo hace 67 años. Tras dicho cataclismo, un ser llamado La Pintora escribe sobre un monolito gigante un número; falleciendo instantáneamente todas las personas cuya edad biológica coincide con dicho número. La pintora despierta el mismo día de cada año y escribe un número menor en una unidad al que estaba escrito, de esta forma Lumiére va perdiendo a todos sus habitantes. Para combatir a dicho ser, se forman expediciones constituidas por aquellos que empiezan su último año de vida, intentando vencer a La Pintora y acabar con la maldición anual que sacude Lumiére .Tras 67 años fallidos, este año la pintora dibuja el número 33 en el monolito y una nueva expedición comienza con la esperanza de vencer.

## Desarrollo
Sandfall Interactive tiene su sede en Francia. Según el director ejecutivo y creativo, Guillaume Broche, uno de los objetivos de Clair Obscur era crear un juego de rol por turnos de alta fidelidad que, en su opinión, había sido descuidado por los desarrolladores de juegos AAA. Según Broche, Clair Obscur se inspira en los juegos de rol japoneses, y Broche destaca específicamente las series Final Fantasy y Persona.
El desarrollo comenzó inicialmente en Unreal Engine 4, pero luego cambió a Unreal Engine 5 para aprovechar las mejoras de dicho motor en renderizado y animación.